# Windows Movie Maker
Windows Movie Maker è stato un software progettato da Microsoft, che permetteva di modificare i file video, montare foto, eseguire montaggi musicali e aggiungere commenti vocali con un microfono.
Nel 2008 cominciò lo sviluppo della nuova versione del prodotto, denominata Windows Live Movie Maker, distribuita inizialmente in versione beta e inclusa successivamente nel pacchetto di programmi Windows Live. Windows Live Movie Maker era pensata prevalentemente per gli utilizzatori di Windows 7. I progetti, cioè i filmati salvati in modo temporaneo dall'utente per poterli modificare in seguito, vengono salvati in formato ".MSWMM".
La versione 2.1, presente in Windows XP, è uguale alla versione 2.6 scaricabile per Windows Vista e funziona anche su 7 e 8, nei quali è presente la versione semplificata Windows Live Movie Maker, con interfaccia Ribbon.
Windows Movie Maker non è più supportato dal 10 gennaio 2017. È stato inizialmente sostituito dalla funzione Story Remix presente nell'app Microsoft Foto dal 12 settembre 2017. A partire da settembre 2021, la funzione di modifiche video è stata definitivamente migrata verso la nuova app Windows Clipchamp, nel mentre la funzionalità di modifica video presente in Microsoft Foto è stata tolta.

## File supportati
Windows Movie Maker supporta diversi tipi di file, di seguito l'elenco dei formati:
- File audio: AIF, AIFC, .AIFF, ASF, AU, MP2, MP3, MPA, SND, WAV e WMA
- File di immagini: BMP, DIB, EMF, GIF, JFIF, JPE, JPEG, JPG, PNG, TIF, TIFF e WMF
- File video: ASF, AVI, M1V, MP2, MP2V, MPE, MPEG, MPG, MPV2, WM, WMV e MP4